# Normalvetenskap
Normalvetenskap är en vetenskapsteoretisk term myntad av Thomas Kuhn i boken De vetenskapliga revolutionernas struktur, och avser den forskning som följer rådande vetenskapliga normer och tankemönster.
Thomas Kuhn har genom sin filosofi förnyat sin tids syn på vetenskapen och vad den innefattar. En fundamental del i hans teori om paradigmskiften, kallas normalvetenskap. 
Enligt Kuhn grundar sig all vetenskap på vissa fundamentala och strukturella grundsatser, så kallade paradigm, det vill säga vetenskapens och samhällets nedärvda föreställningar och den vetenskapliga och samhälleliga fostran. Dessa paradigm utformar forskningen i fråga om forskningsområde, frågeställning, metod och analys. Kännetecknande för dessa normalvetenskapers paradigm är att de delar gemensamma generaliseringar, metafysiska antaganden, metodologiska normer och typexempel. Den vetenskap som håller sig inom paradigmen kallar Kuhn normalvetenskap. Denna slags vetenskap tillför vetenskapen endast detaljer och fakta som håller sig inom etablerade tankemönster, och det vetenskapliga arbetet liknas av Kuhn vid att lägga pussel. Mot normalvetenskapen står paradigmskiften.